# Licor
Un licor és una beguda alcohòlica dolça, aromatitzada i edulcorat amb sucres i acolorits o no. Tradicionalment s'aromatitza per maceració, infusió o destil·lació amb fruites, herbes o espècies. En canvi els licors industrials s'aromatitzen amb extrets, essències i aromes naturals o artificials. En química i farmacologia un licor es una dissolució de compostos químics, especialment substàncies medicinals, en un solvent. El licor pròpiament dit s' oposa a l'aiguardent o destil·lat que no pot portar ni sucres, ni essències, ni colorants afegits. Potser la característica més marcada del licors és la seva dolçor (ha de tenir més de 20% de sucre)  i la seva textura, en general, més espessa que la del destil·lat.
La paraula licor prové del llatí liquor «fluïdesa» i de liquere «ser líquid».
El grau alcohòlic dels licors varia entre els 15 i 55°. Es parla de «crema de licor» quan conté més de 30% de sucre, i de vegades nata. Amb tot el contingut d'alcohol no és una característica que en sobresortí, ja que la majoria de licors tenen menys graus d'alcohol que les begudes alcohòliques destil·lades. No obstant això, alguns licors arriben a tenir una alta graduació, com el licor d'oruxo o l'absenta, que té 55 graus.
Es prepara sense fermentació, macerant o destil·lant materials vegetals, essències, o aromes, amb alcohol pur o espirituosos.

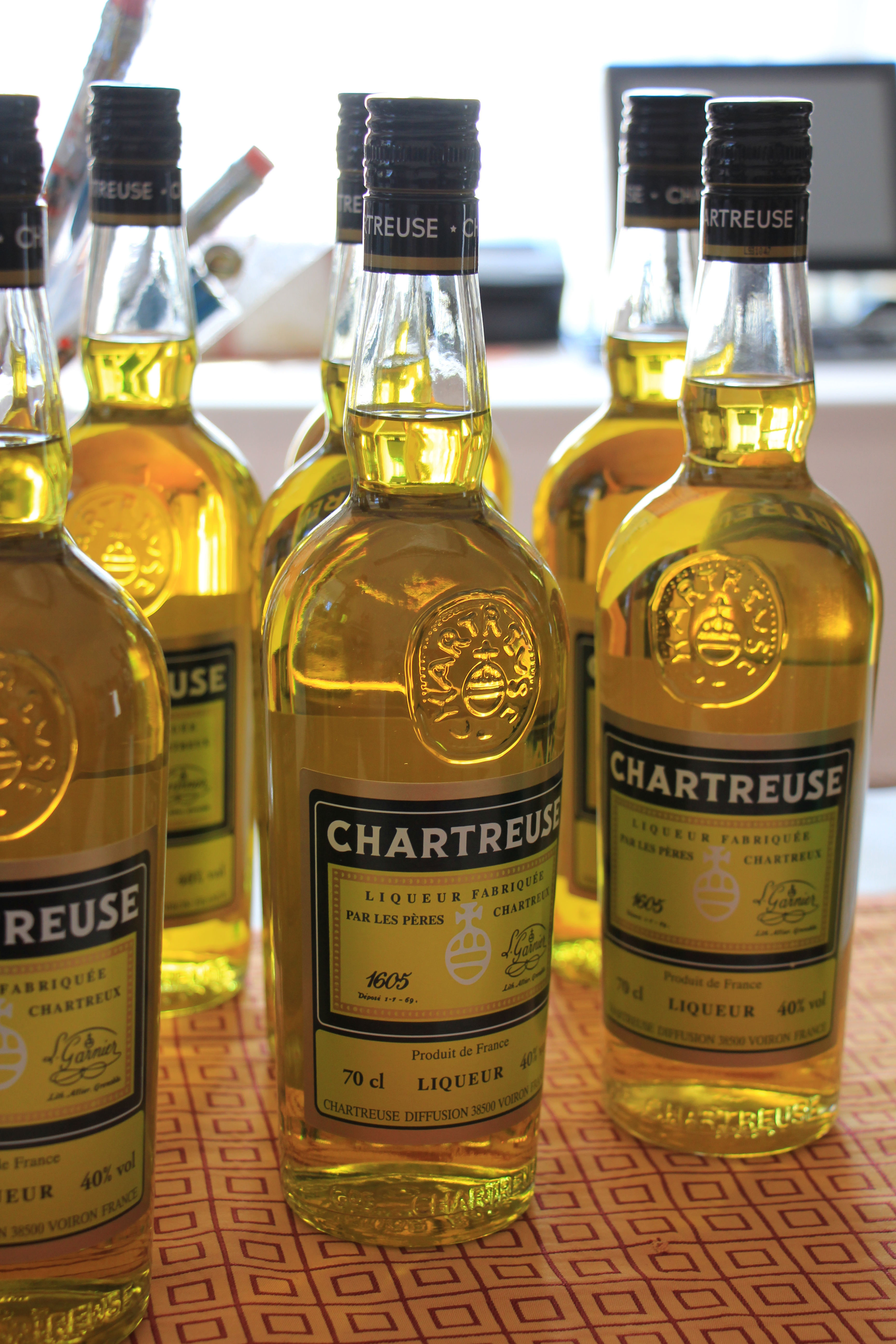
El Chartreuse es va Fabricar a Tarragona des de l'any 1904 fins a l'any 1989. A Marsella també es produí Chartreuse, verd i groc, sota el nom de "Tarragona" des de l'any 1921 fins al 1929. El Chartreuse és el licor més típic de Tarragona i és l'ingredient principal de la mamadeta, la beguda de les Festes de Santa Tecla: Chartreuse verd, Chartreuse groc i granissat. Des de l'abandonament de la producció de Chartreuse a Tarragona, aquest licor s'ha convertit en un producte encara més popular, i és fins i tot, objecte de les passions de molts col·leccionistes.

## Producció i consum actual
Actualment es fabriquen licors arreu al món. Alguns dels licors més populars, segons l'escriptor i gastrònom Jaume Fàbrega, són: l'advocaat (amb ou), a Holanda; la ratafia i els antigament anomenats estomacals, a bona part de Catalunya; la Charteuse, a França; l'anís a Espanya; el patxaran a Euskadi i al Pirineu; la ginginha a Portugal; el licor d'ou a Mèxic; la sambuca, licor dolç i fort basat en l'anís, típic d'Itàlia i més concretament del Laci; la crema de whisky a Irlanda; els herbers valencians –dits popularment herberos–  o les Herbes de Mallorca.
El 2023, els licors, sense comptar vi i cervesa, representaven més la meitat (276.600 milions de dòlars o el 52%) del mercat mundial de les begudes alcohòliques i 531.500 milions de dòlars. Des de 2018, el consum creix cada any, excepte 2020 i 2021.
Els lícors poden ser servits de moltes maneres: o bé sols, amb gel, en el cafè, o barrejats amb cremes i altres barreges per a crear combinats o cocktails. Són habituals després de les postres, i també en la preparació d'alguns plats o per aromatitzar salses o pastissos. Cal tenir cura de la ingesta de licors, ja que el sabor i el contingut de sucres fan que qui el beu no percebi l'alta graduació ni l'aportació calòrica.

## Història
Els licors tenen una llarga història com a derivats dels licors medicinals que preparaven els monjos de Chartreuse o els benedictins.Els destil·lats o aiguardents aparegueren a l'edat mitjana europea com a conseqüència de la introducció de l'alambí pels àrabs, i passaren a Occident a través d’Al-Andalus i de les campanyes militars de les croades.
A Arnau de Vilanova, metge de la corona d'Aragó, se li va atribuir falsament el Liber vinis (abr. De Vinis) o Llibre dels vins, una selecció de receptes de vins medicinals del s.XIV que recollia una tradició farmacològica grecollatina antiga, enriquida per la medicina en llengua àrab. La recerca de les últimes dècades ho ha desmentit. Però el prestigi del metge va assegurar un gran èxit de l'obra fins al Renaixement
Malgrat la falsedat de l'autoria, el Liber vinis o llibre del vins té interès perquè podem conèixer el prestigi i importància que tenia el vi en l’època medieval i que provenia ja de les cultures grega, romana o àrab. A l'edat mitjana el vi tenia gran importància com a medicina i receptes pel tractament de molts de tipus de malalties. El llibre en recull una cinquantena, de receptes. Uns exemples: el vi de la memòria, laxant, oftàlmic, contra la febre, de senet, de fonoll i d'altres.
El 1705, al municipi de la Côte-Saint-André, prop de Lió, Barthélemy Rocher es va unir al seu oncle canonge i creen la primera destil·laria francesa quan el jove Rocher va afegir fruita i sucre als seus esperits. Actualment, és encara una marca comercial.
L'any 1775 marca un punt d'inflexió en la elaboració de licors. En primer lloc, el nombre de marques creix i la seva fabricació és codificada per Demachy. Totes les cases reclamen un origen monàstic com la Chartreuse o la Benedictina. Llavors n'arriben altres, com la famosa aigua del Carmen o aigua de melissa. Els viatges de la ruta de les Índies aportaren fruits exòtics que permeteren descobrir nous sabors i tenen un gran èxit a partir del moment en què passen de la "situació subalterna de medicaments d'apotecari" a la més prestigiós dels alcohols dels cellers.
Actualment existeixen quatre varietats principals de licors: el primer és a base de plantes (berbena, llima, menta, violeta, gessamí, rosa), són els licors monàstics; el segon grup són a base de fruites, baies i llavors (taronja, cirera, plàtan, maduixa, albercoc, grosella, grosella negra, ginebre, nabius), són d'origen monàstic o pagès; el tercer grup són a base de llavors (cafè, comí, anís, clau, coriandre) i el darrer són a base d'arrels (de taronja, llimona, mandarina, genciana). Les dues darreres són, en general, d'origen industrial.

## Reglamentació europea
Existeix una reglamentació de la Unió Europea. Una beguda destil·lada ha de tenir un mínim de 100 g de sucre per litre expressat en sucre invertit i un mínim de 15% d'alcohol d'origen agrícola, un destil·lat d'origen agrícola, un o diverses begudes espirituoses o una combinació d'aquests productes, edulcorats i afegits amb un o més aromes, productes d'origen agrícola o aliments. Pel licor de cirerer amarg o de guinder el mínim de sucre és de 70 g i per a l'absint 80 gr.

## Als Països Catalans
Existeix un gran nombre de licors amb tradició als Països Catalans, com ara la ratafia, l'herberet alcoià, els licors Moyà de Balears, Palo de Mallorca, Herbes de Mallorca, licor de crema d'arròs, el licor de camamilla, Alberco del Rosselló o les Aromes de Montserrat. Tots formen part de la identitat local i estan inserits en certs ritus tradicionals i de cohesió social, com en el cas de la ratafia a bona part de Catalunya, símbol de convit en algunes famílies, ja que s' elabora a casa, o el café-licor típic de les comarques de l'Alcoià, el Comtat, la Vall d'Albaida, la Marina Alta, la Marina Baixa, la Safor i la Costera.

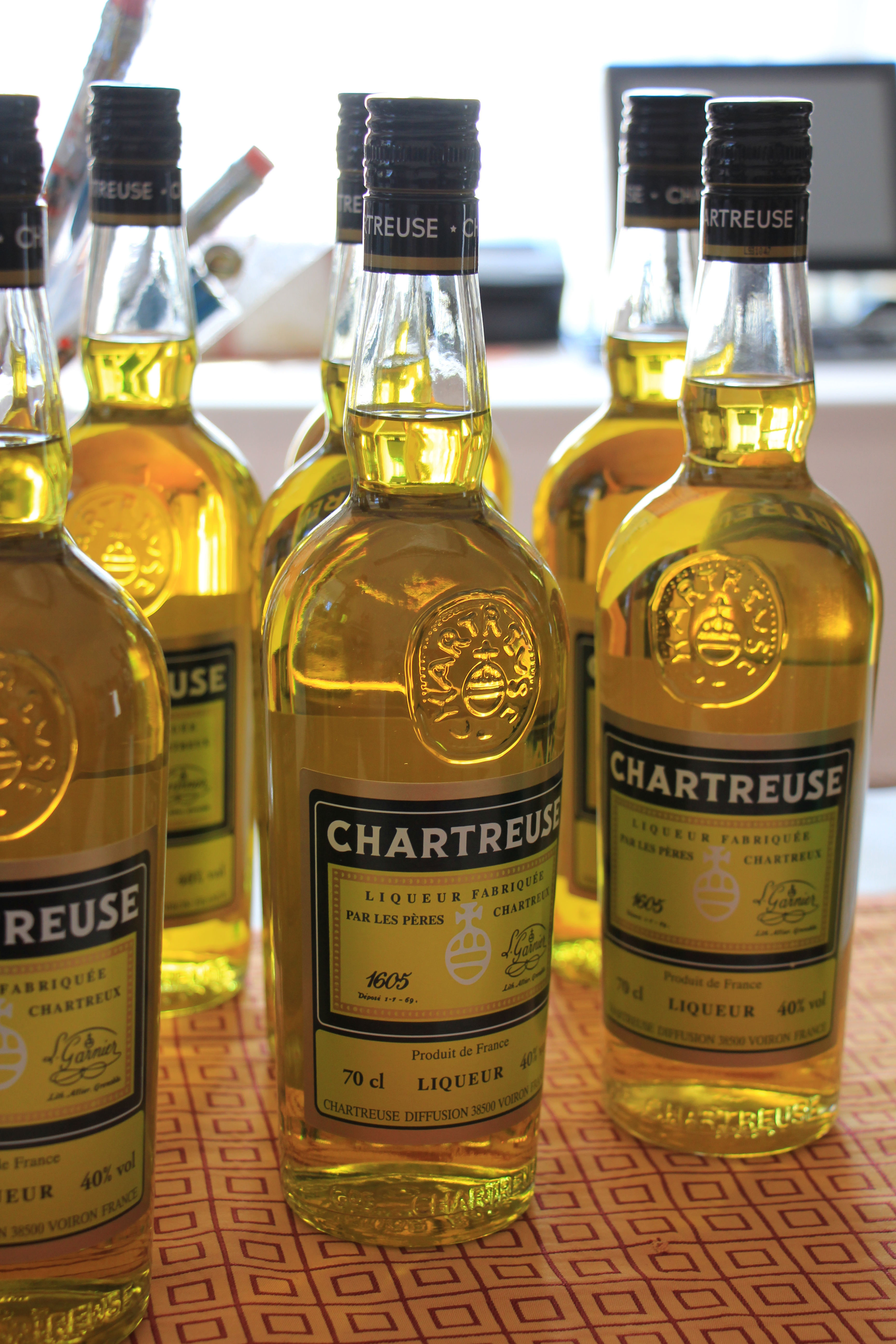
Chartreuse de l'ordre dels cartoixans elaborat des del segle XVIII
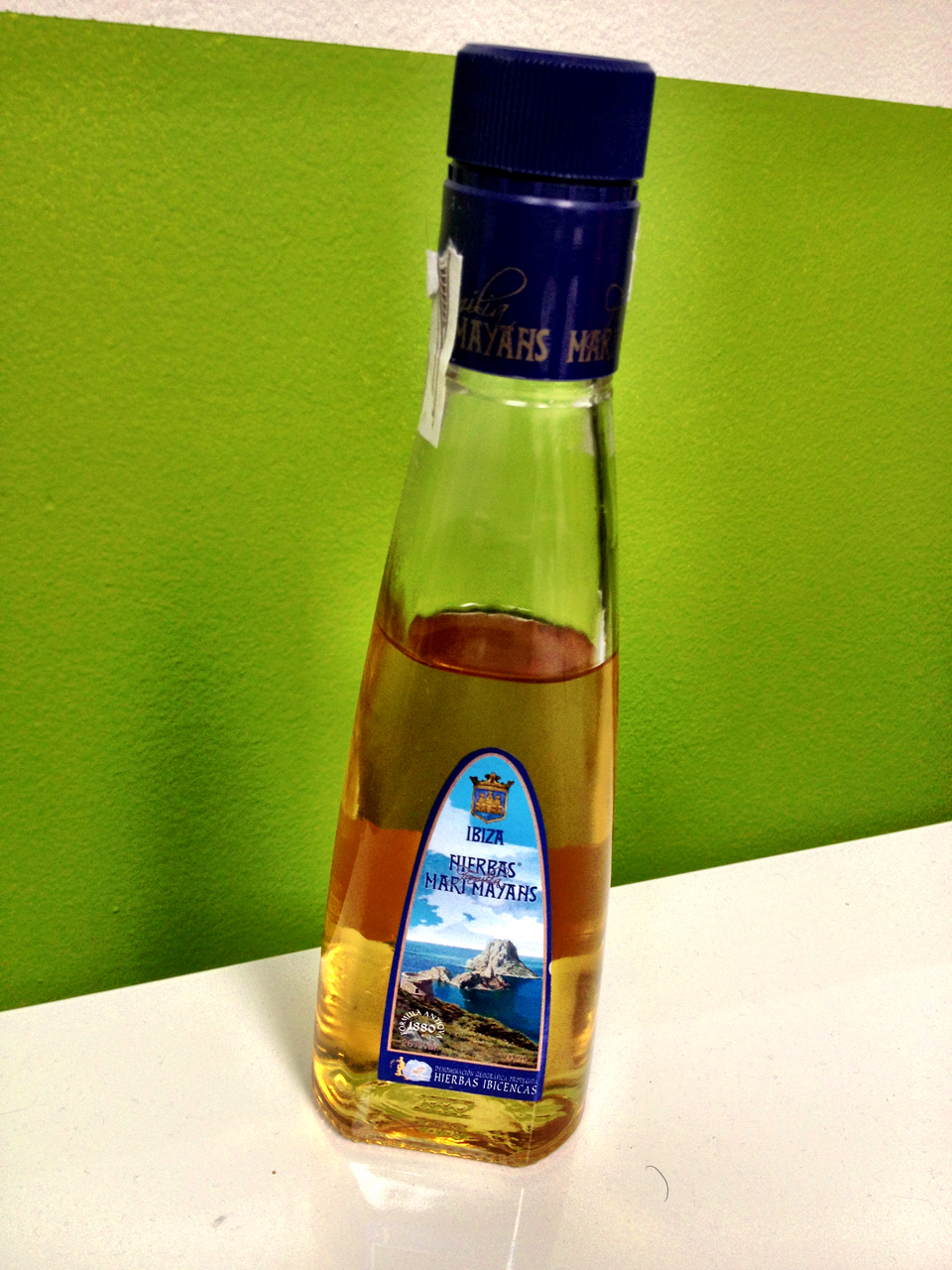
Herbes eivissenques, beguda espirituosa anisada amb extractes d'aromes de diverses plantes medicinals
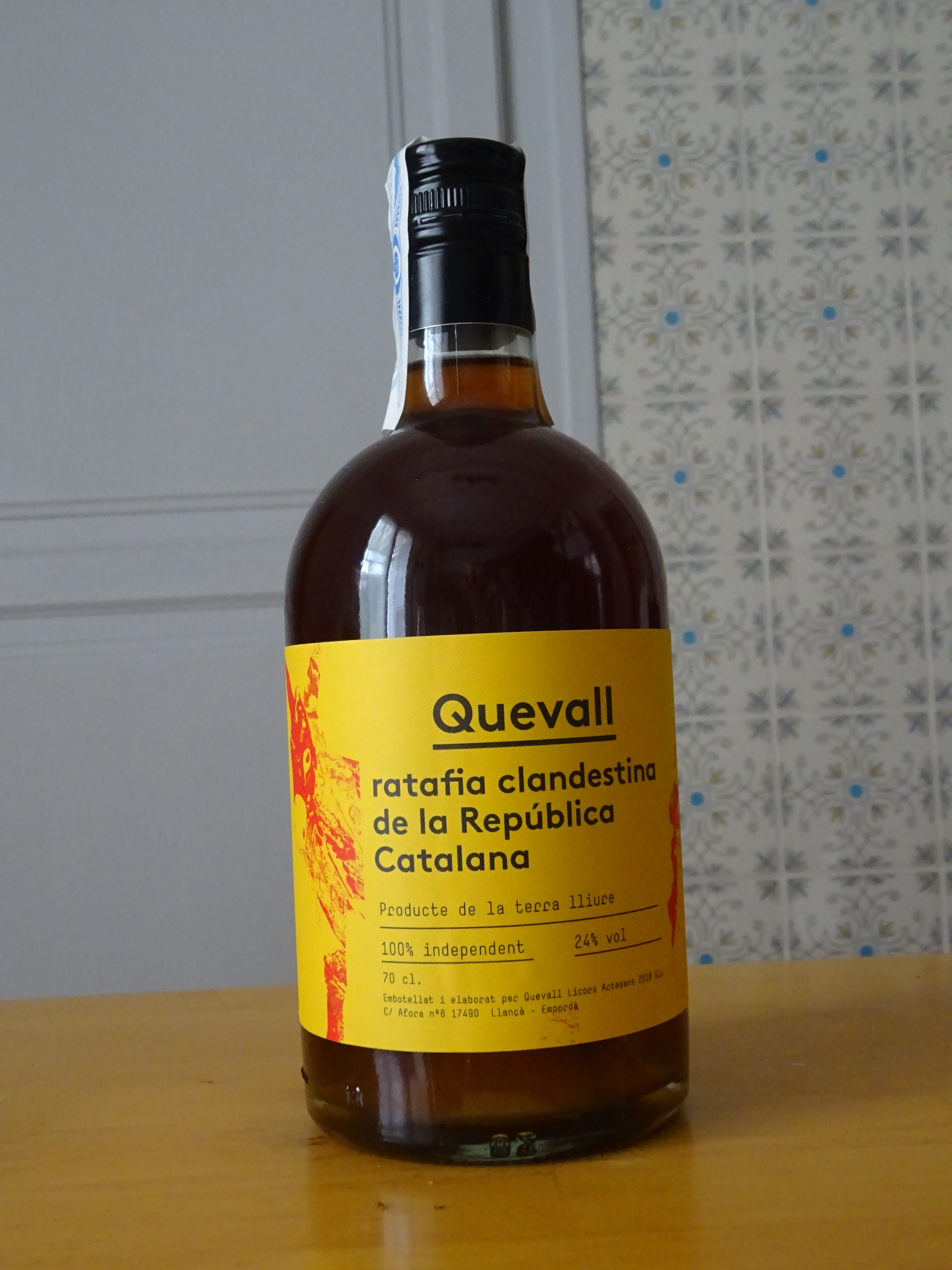
Licor dolç de Ratafia. S'obté de la maceració de fruits, herbes medicinals, arrels, pinyols, espècies i nous verdes. Té molta presència a les comarques centrals, la demarcació de Girona i les occidentals del Pirineu
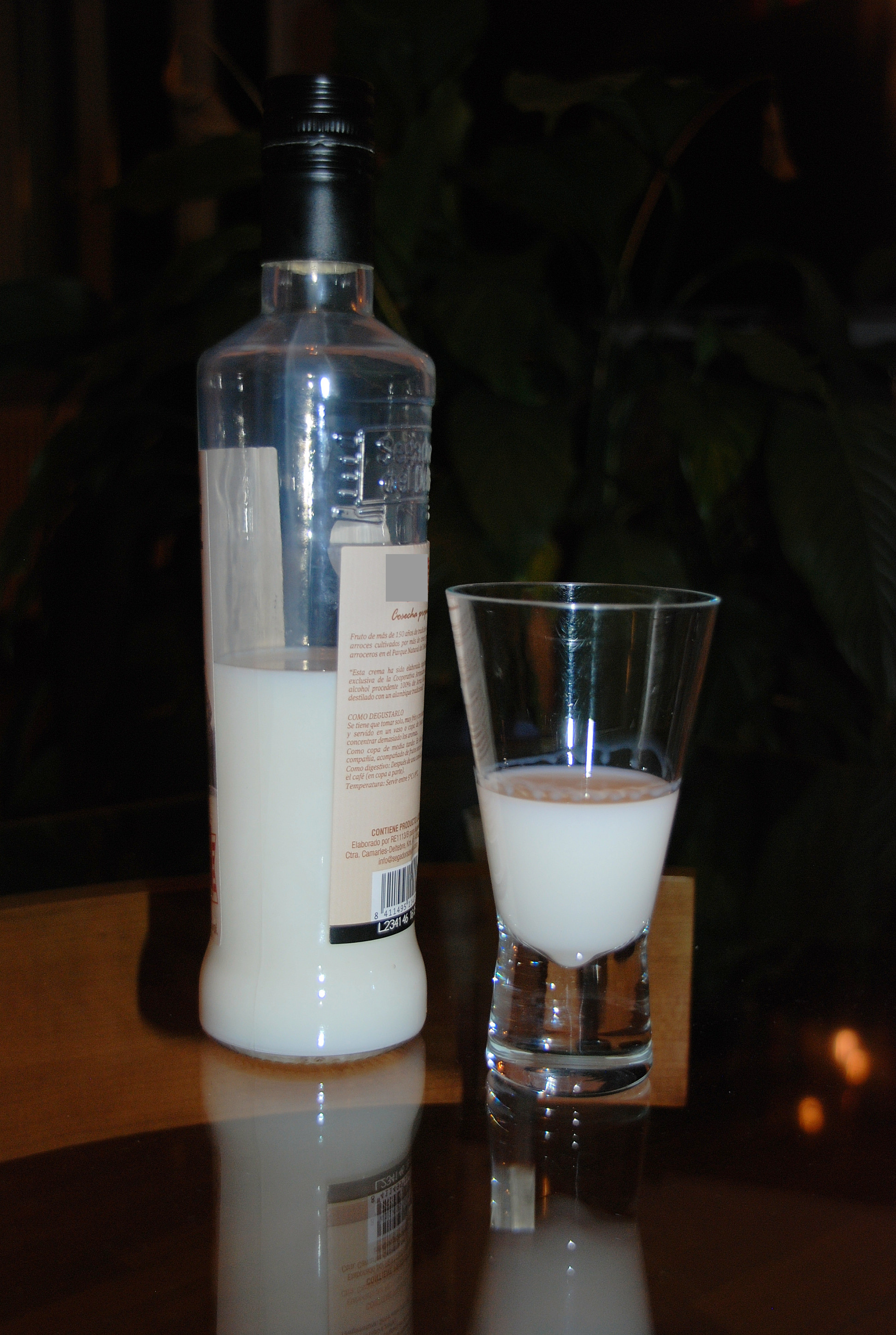
Licor de crema d'arròs típic del delta de l'Ebre
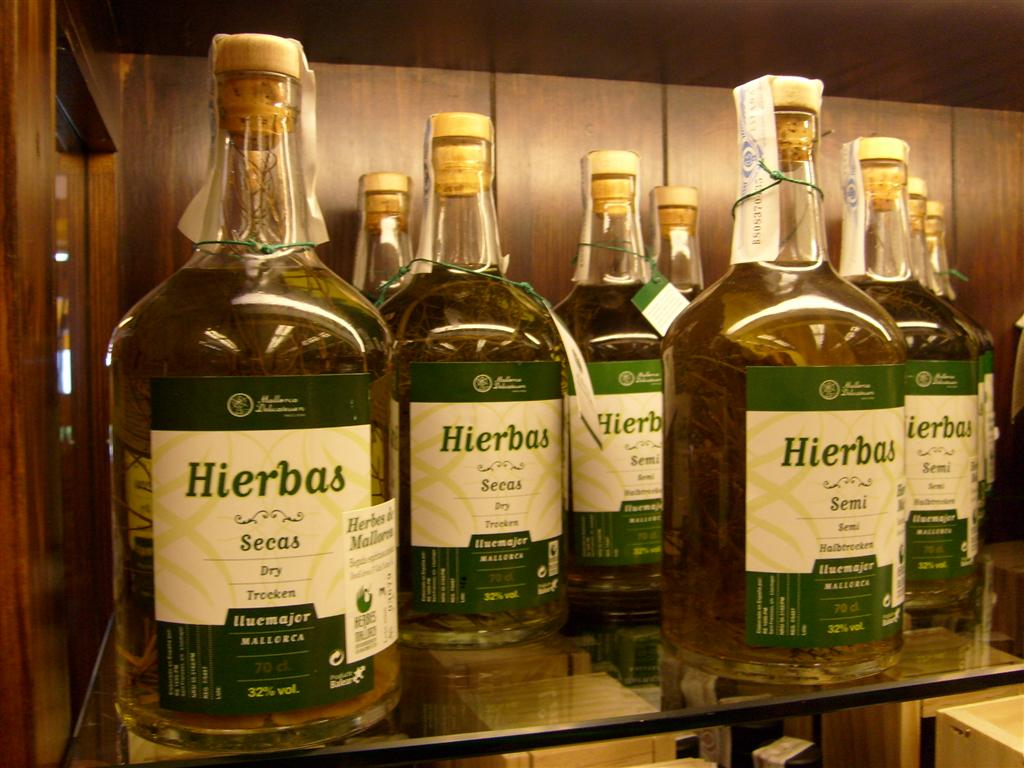
Herbes de Mallorca, beguda tradicional de l'illa
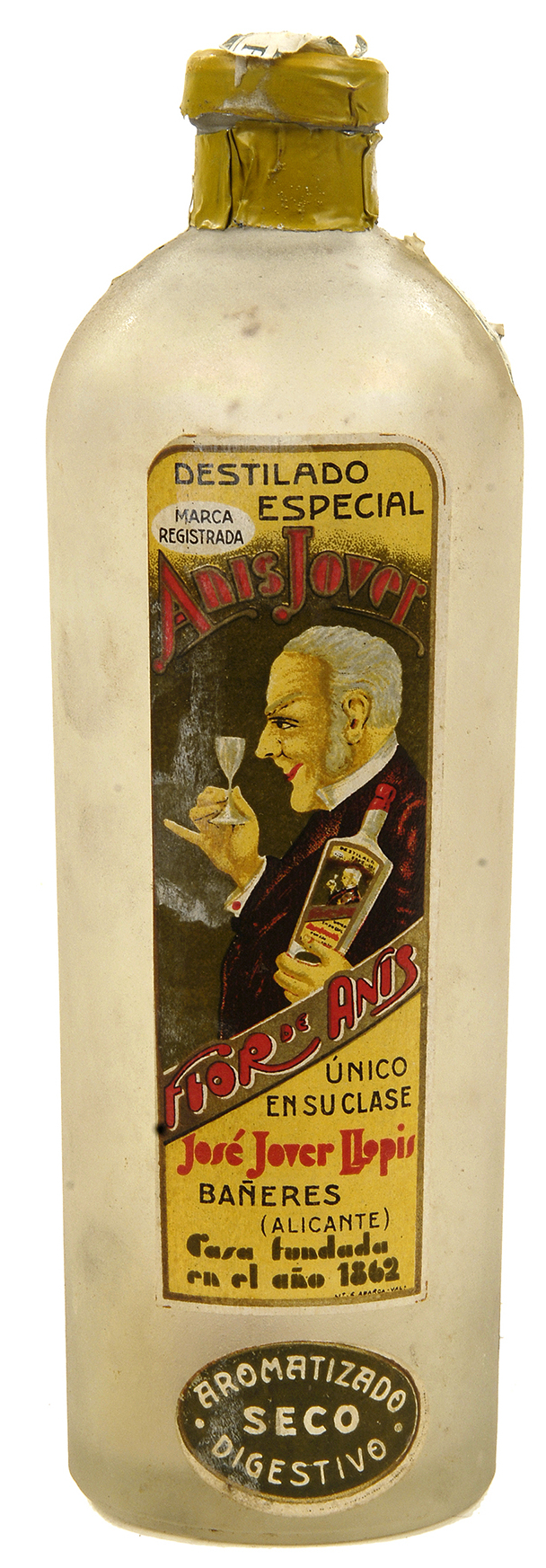
Cassalla, beguda típica valenciana derivada de la destil·lació de l'anís
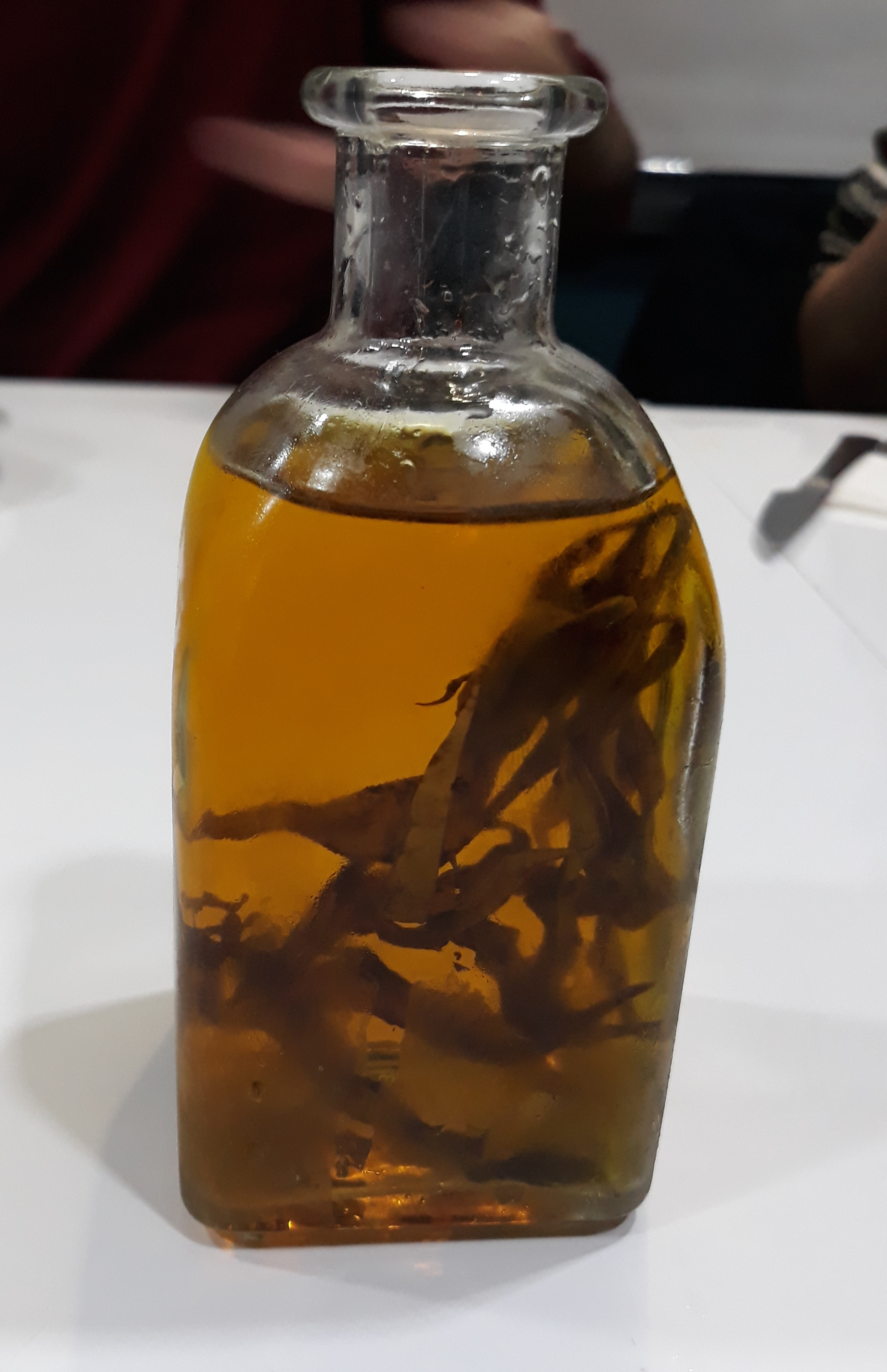
Herbero de la Serra de Mariola típica de les comarques del Comtat, l'Alcoià i la Vall d'Albaida, al País Valencià, així com als voltants de la serra de Mariola
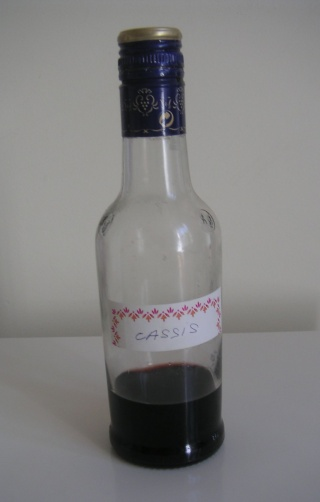
El licor de Cassís és tradicional de la Vall d’Aran i durant molts anys se n’ha elaborat a les cases bo i seguint antigues receptes occitanes. És un licor de baixa graduació alcohòlica (16%) i molt dolç, elaborat a partir de les fruites del cassís (groselles negres)
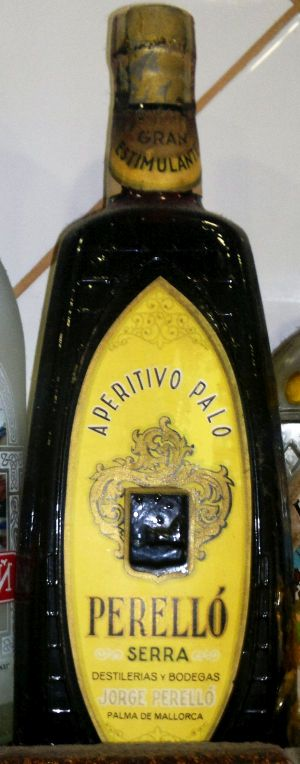
El palo de Mallorca, obtinguda per maceració o infusió d'escorça de quina (Cinchona sp) i d'arrels de genciana (Gentiana lutea) (o de vinagrella